# Cible
Pour les articles homonymes, voir Cible (homonymie).

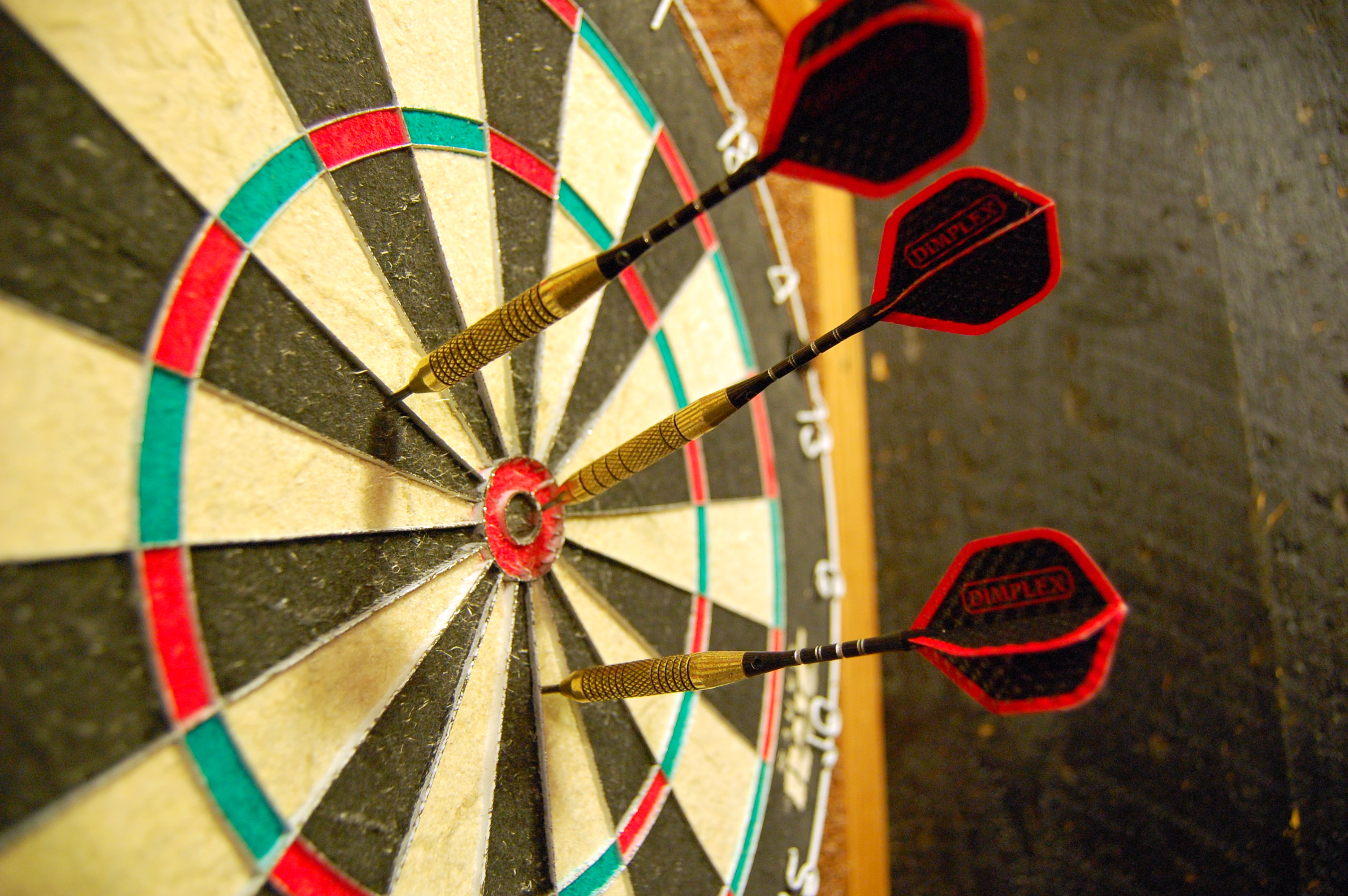
Des fléchettes dans une cible.

Une cible est un objet portant une zone destinée à être visée, souvent représentée par des cercles concentriques. Il est utilisé dans des sports ou jeux tels que le tir à l'arc, les fléchettes ou encore le tir sportif.

## Tir à l'arc

Cible de tir à l'arc à 10 anneaux

Au Tir à l'arc, dans les disciplines de tir en ligne, les cibles sont généralement des blasons à 10 anneaux, répartis en 5 couleurs. De la plus proche du centre à la plus éloignée : jaune (10 et 9 points), rouge (8 et 7 points), bleu (6 et 5 points), noir (4 et 3 points), blanc (2 et 1 points). Si la flèche touche l'un des cordons, le point supérieur est accordé. En cas de désaccord sur ce point entre les archers lors d'une compétition, l'arbitre est appelé pour trancher la question. Si la flèche atterrit à l'extérieur du plus grand anneau, elle est considérée comme manqué ou comme une paille. Le terme paille provient du fait que le blason était autrefois accroché sur de la paille, toutefois de nos jours, on trouve également des cibles en mousse, notamment lors des compétitions extérieur (car plus facile à transporter).
La taille de la cible varie en fonction de la discipline et de l'âge de l'archer.

### Tir en salle
En tir en salle, les archers tirent 20 volées de trois flèches. Ils ont 120 secondes pour tirer une volée.
À 18 mètres, les cibles mesurent :
- Poussins : 80 cm
- Benjamins / Minimes : 60 cm
- Cadets / Juniors / Seniors 1 / Seniors 2 / Seniors 3 : 40 cm

À 25 mètres, les cibles mesurent :
- Benjamins / Minimes : 80 cm
- Cadets / Juniors / Seniors 1 / Seniors 2 / Seniors 3 : 60 cm

Les archers tirant sur des blasons de 80cm ou 60cm peuvent faire la demande de tirer sur un trispot. Le trispot comprend 3 cibles qui n'ont que 5 anneaux (2 jaunes, 2 rouges, 1 bleu) et qui mesurent donc la moitié de la taille d'un blason complet. Le principal avantage de ce blason étant d'éviter de casser les flèches pour les archers capable de tirer des groupes très serrés. Aux championnats régionaux, de France et internationaux, le trispot est imposé.
Lors de duel sur trispot, s'il y a égalité, les compétiteurs vont au barrage, ils doivent alors tirer une seule flèche sur la cible du milieu.
Les arcs à poulies tirent obligatoirement sur des trispot. Leur cible a un anneau central (10 points) plus petit que celui des arcs classiques.

### Tir extérieur
En tir extérieur, les archers tirent 12 volées de 6 flèches. Ils ont 240 secondes pour tirer une volée.
Lors d'un tir fédéral, les cibles mesurent :
- Benjamins : 80cm à 20 mètres
- Minimes : 80cm à 30 mètres
- Cadets / Juniors / Seniors 1 / Seniors 2 / Seniors 3 : 122cm à 50 mètres

Lors d'un Tir FITA, les cibles mesurent :
- Poussins : 80cm à 20 mètres
- Benjamins : 80cm à 30 mètres
- Minimes : 80cm à 40 mètres
- Cadets : 122cm à 60 mètres
- Juniors / Seniors 1 / Seniors 2 / Seniors 3 : 122cm à 70 mètres
- Arcs à poulies : 80cm (6 zones) à 50 mètres

### Tir campagne

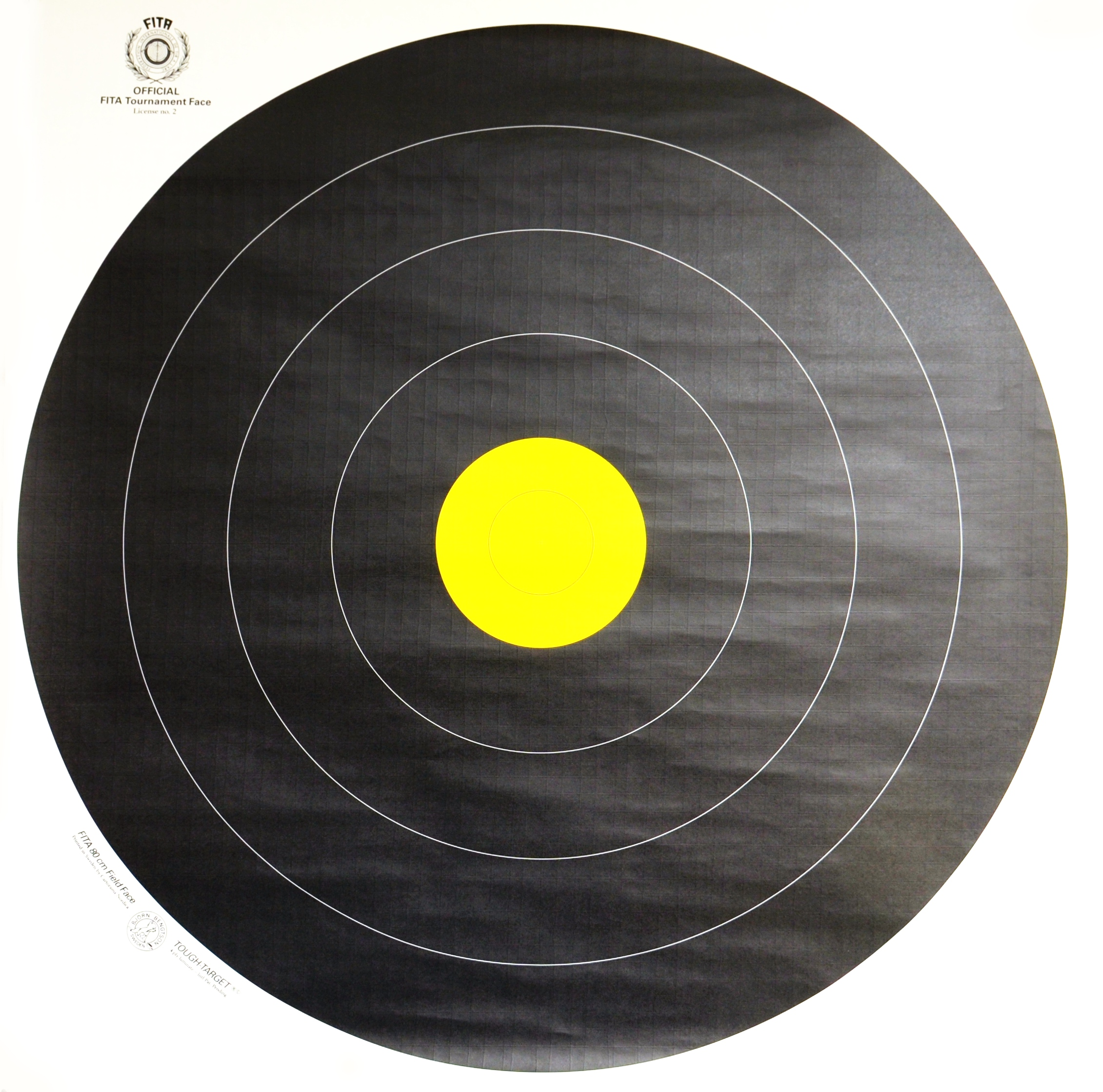
Cible de tir à l'arc campagne

En tir campagne, les archers tirent 3 flèches par cible. Il y a 24 cibles, toutes placés à des distances connues, ou toutes à des distances inconnus, ou bien la moitié connues et la moitié inconnues. La distance maximale est de 60 mètres. Les cibles ont six anneaux, quatre noirs (1 à 4 points) et deux jaunes (5 et 6 points). Les archers ont 180 secondes pour tirer une volée.

### Tir Beursault

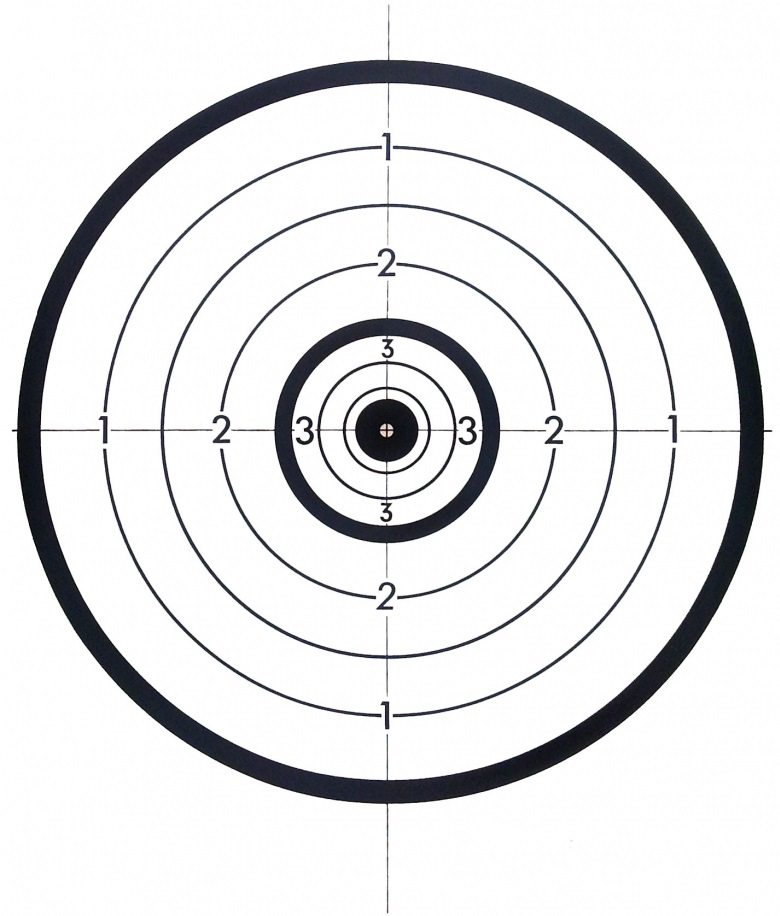
Cible de Beursault

Le tir Beursault se pratique traditionnellement dans un Jeu d'arc dans une compagnie. Celui-ci se compose de deux buttes opposées sur lesquelles sont accrochés les cibles, elles sont distantes de 50 mètres. Les tireurs sont regroupés par pelotons de 5 à 6 archers maximum. Chaque archer tire une flèche dans un sens, il va ensuite récupéré sa flèche puis retire une flèche dans l'autre sens, 20 fois (40 flèches au total). Une flèche en cible correspond à un honneur et le nombre de points correspondant en cible de 1 à 4. La zone centrale est noir et une flèche dans cette zone est donc appelé un noir.

### Tir nature
Le tir nature s'effectue sur des blasons papier où sont dessinés des animaux. Les blasons sont placés à une distance de 5 à 40 mètres selon la taille de l'animal représenté. Chaque flèche vaut 20, 15, ou 10 points en fonction de la zone atteinte.
On distingue 4 types de cibles : 
- Petits animaux : de 5m à 15m.
- Petits gibiers : de 15m à 25m.
- Moyens gibiers : de 20m à 35m.
- Grands gibiers : de 30m à 40m.

### Tir 3D

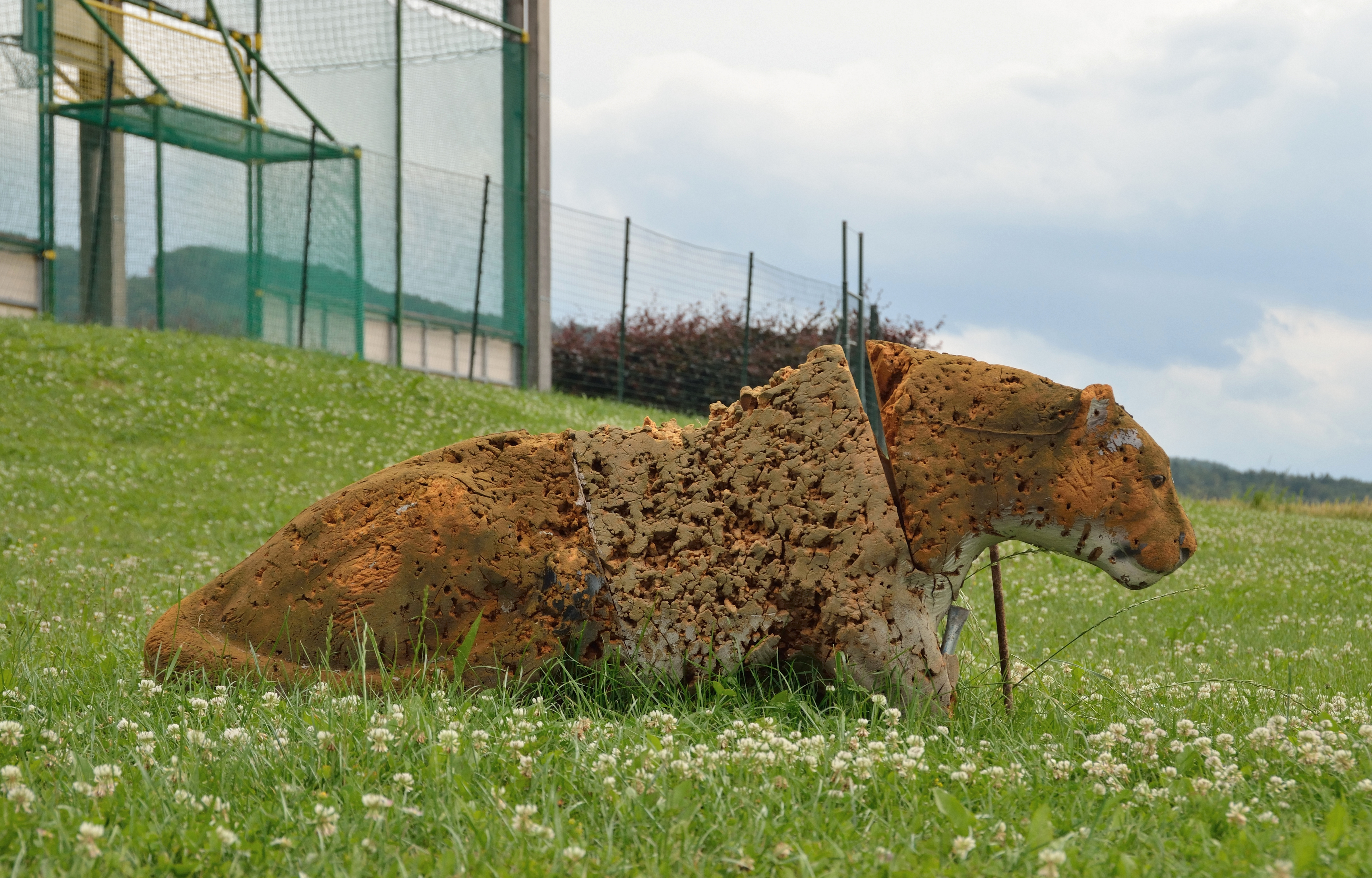
Cible de tir à l'arc 3D

Le tir 3D se pratique en pelotons sur un parcours de 24 cibles. Celles-ci représentent des animaux en polyuréthane, grandeur réelle. On peut marquer 5, 8, 10 ou 11 points en fonction des zones atteintes (tête, cœur...). Chaque archer tire deux flèches par cible. Les distances varient de 5 à 45 mètres.

### Run archery
Le Run archery alterne la course à pied avec des séquence de tir où l'archer doit tirer 4 flèches sur une cible à bascule en mousse de 16cm de diamètre à une distance de 18 mètres. Si l'archer manque la cible, il doit effectuer un tour de pénalité.

## Tir à la carabine

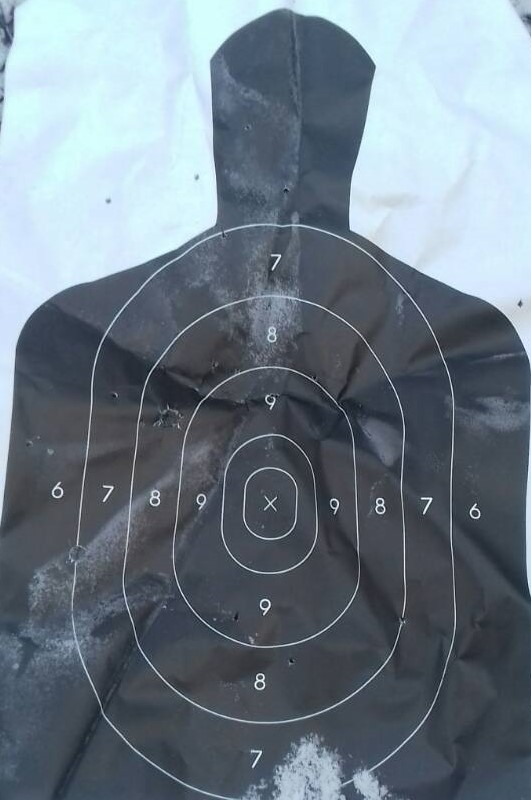
Cible papier

## Voir Aussi
- Tir sportif
- Tir à l'arc